# Коронавірусна хвороба 2019 у Киргизстані
Спалах коронавірусної хвороби 2019 у Киргизстані — це поширення пандемії коронавірусної хвороби 2019 на територію Киргизстану. Перший випадок зареєстровано 18 березня 2020 року в Сузацькому районі Джалал-Абадської області.

## Перебіг подій

### 2020
Перші три випадки інфікування коронавірусом виявлено в Киргизстані 18 березня 2020 року. Ними виявилися паломники, які повертались з хаджу в Саудівської Аравії, та які є жителями Сузацького району. Цю інформацію оприлюднив на спеціальній прес-конференції міністр охорони здоров'я країни Космосбек Чолпонбаєв. Також він повідомив, що інфікування коронавірусом виявлено ще в одного з громадян Киргизстану на території Саудівської Аравії. Цього ж дня в даному районі введено режим надзвичайної ситуації, який включає в тому числі заборону в'їзду та виїзду з території району.
Ще до виявлення перших інфікованих новим коронавірусом на території країни 16 березня 2020 року видана постанова про закриття усіх шкіл у Киргизстані на карантин. З 17 березня запроваджено обмеження на проведення масових заходів за участю більш ніж 50 осіб.
З 19 березня тимчасово закриті кордони країни для в'їзду іноземців. Також ухвалено рішення про перенесення проведення перепису населення, який мав відбутися з 23 квітня до 1 травня 2020 року, на місяць. Наступного дня закриті усі дитсадки, а також введений режим надзвичайної ситуації в Ноокатському районі 21 березня введений режим надзвичайної ситуації також і у Баткенському районі. У кінці дня віце-прем'єр країни Курманбек Боронов оголосив про запровадження надзвичайного стану на території усієї країни з 22 березня.
24 березня президент країни Сооронбай Жеенбеков подав до парламенту країни закон про введення надзвичайного стану у низці міст та районів республіки, в яких були виявлні випадки інфікування коронавірусною нфекцією. Цього ж дня постанову підтримали депутати Жогорку Кенеш. Наступним рішенням вищого законодавчого органу країни стало тимчасове припинення його діяльності. 30 березня повідомлено про переведення усіх навчальних закладів на дистанційну форму навчання. Це навчання повинно відбуватися на двох телеканалах: «Баластан» для учнів 1-4 четвертих класів та для підготовки до школи, та «Ілім Білім» для учнів 5—11 класів. Уроки мали відбуватися киргизькою та російською мовами У цьому проекті взяли участь 200 вчителів.
В останній день березня комендант Бішкека Алмазбек Орозалієв видав декрет, згідно з яким обмежувалось пересування жителів столиці країни. Зокрема, заборонено пересуватися по місту приватним транспортом (за виключенням осіб, які працюють у закладах, список яких затверджених спеціальним розпорядженням коменданта міста), а також заборонено збиратися групами більш ніж 3 особи (за виключенням членів однієї родини).
1 квітня відправлені у відставку віце-прем'єр уряду Алтинай Омурбеков та міністр охорони здоров'я Космосбек Чолпонбаєв. Про це стало відомо після того, як Рада безпеки Киргизстану порадила прем'єр-міністру країни Мухаммедкалию Абилгазієву ухвалювати рішення щодо осіб, які винні у появі вірусу в країні, а пізніше за його поширення в Киргизстані. Пізніше критикував цих посадовців на засіданні Ради безпеки і президент країни Сооронбай Жеенбеков. Того ж дня на посаду віце-прем'єра призначено Айду Ісмаїлову, а на посаду міністра охорони здоров'я Сабиржана Абдикаримова (до цього директора республіканського центру карантинни та особливо небезпечних інфекцій).
Парламентський комітет з питань правопорядку, боротьби зі злочинністю та запобігання корупції під головуванням Наталії Нікітенко 4 квітня повідомив, що комітет створив спеціальну електронну адресу, на яку громадяни можуть подавати свої скарги щодо діяльності державних органів, органів місцевого самоврядування та посадовців різного рангу. За словами керівника комітету, створення такої електронної адреси мало б допомогти утримувати постійний контакт із громадянами в умовах надзвичайної ситуації.
30 березня повідомлено про перших 3 осіб, які вилікувалися від коронавірусної хвороби — жителі Сузацького району Джалал-Абадської області (двоє жінок та один чоловік).
Перша смерть від коронавірусної хвороби зареєстрована в Киргизстані 2 квітня. Ним виявився 61-річний чоловік, житель Ноокатського району. Перед початком захворювання він перебував за кордоном, а після прибуття до країни відбував самоізоляцію. Після появи симптомів хвороби він лікувався у лікарні в місті Ноокат. Померлий мав низку хронічних захворювань, у тому числі хворів цукровим діабетом. Чоловіка поховали того ж дня. Згідно запевнень прес-секретаря комендатури району, поховальна церемонія відбулась із дотриманням усіх санітарно-епідеміологічних вимог, та відбулась під наглядом поліції.
Перші дані щодо інфікування коронавірусом медичних працівників опубліковані 4 квітня. Згідно повідомлення представника міністерства охорони здоров'я Касимбека Мамбетова, коронавірусною хворобою в країні захворіли 9 лікарів. Кількість інфікованих працівників охорони здоров'я 19 квітня зросла до 134 осіб (загальна кількість підтверджених випадків хвороби того дня становила 554 особи).
Для запобігання зараження коронавірусом військовослужбовців Збройних сил Киргизстану президент країни Сооронбай Жеенбеков видав указ про скасування попередніх указів про звільнення в запас військовослужбовців строкової служби та про проведення призову на військову службу у березні—травні 2020 року.
14 квітня 2020 року з ініціативи депутатів Гюльшат Асилбаєвої, Наталії Нікітенко та Алфії Самігулліної до Жогорку Кенеш винесений проєкт постанови, який вносив зміни до положення «Про статус медичних працівників», зокрема внесення положення про виділення бюджетних коштів на доставку медичних працівників до місця роботи та додому, обов'язкове забезпечення медиків засобами індивідуального захисту, затвердження додаткової шестимісячної відпустки після закінчення пандемії, а також низку виплат у випадку зараження коронавірусом або смерті від COVID-19.
Перший віце-прем'єр країни Кубатбек Боронов 13 квітня звернувся до президента з пропозицією продовження в країні надзвичайного стану. Цю ініціативу підтримали торага Жогорку Кенеш Дастанбек Джумабеков і голова уряду Мухаммедкалий Абилгазієв. Цього ж дня президент підписав проєкт закону про продовження надзвичайного стану до 30 квітня, а також проєкт постанови про запровадження надзвичайного стану в місті Нарин та в Ат-Башинському районі, які наступного дня прийняв парламент.

### 2021
19 січня влада заявила, що Киргизстан відмовляється від використання вакцини Pfizer, пояснивши це тим, що Киргизстан не має необхідного обладнання для зберігання препарату.
19 квітня в Киргизстані виявилося, що пацієнтів з коронавірусом без їхнього відома лікували відваром аконіту, отруйної рослини, вживання якої може призвести до смерті.

## Вплив пандемії на релігійне життя
14 березня 2020 року в Бішкеку відбулось зібрання ради улемів країни, на якому прийнято обмеження для віруючих мусульман, зокрема заборона масових зібрань у мечетях, обмеження даавату, а також уникнення привітання потисканням рук. У частині мечетей проведено дезінфекція. Муфтій Киргизстану Максат аджи Токтомушев опублікував відозву у формі відеоролика онлайн, у якому попросив усіх вірних проводити салят виключно в родинному колі, а під час Рамадану споживати іфтар у себе вдома.
22 березня 2022 року ухвалено рішення про призупинення літургії в католицьких парафіях на території Киргизстану. Перша меса в католицьких храмах країни після призупинення служб знову проведена 3 травня 2020 року. Віруючі православної церкви мали можливість 18 квітня 2020 року дивитися на телеканалі «Пирамида» трансляцію з собору Воскресіння Христа в Бішкеку. У зв'язку з обмеженням доступу до культових споруд патріарх Кирило дозволив освячувати їжу в домашніх умовах.

## Вплив пандемії на економіку
25 березня встановлено перші податкові послаблення — подовжено час подачі податкових декларацій до 1 вересня 2020 року, призупинено усі планові фінансові перевірки та зупинено вже розпочаті перевірки, а також подовжено до 1 липня термін подачі електронних рахунків, електронних податкових накладних для нафтопродуктів, а також введення віртуальних контрольно-касових апаратів.
31 березня Євразійська економічна комісія, яка діє при Євразійському економічному союзі, запровадила до 30 червня 2020 року заборону вивезення з країн — членів організації, низки продуктів харчування (у тому числі рису, проса та борошна).
Віце-прем'єр уряду Киргизстану 7 квітня повідомив про запровадження короткотермінових антикризових заходів, найголовнишими з яких були: безперебійна доставка основних продуктів харчування, запровадження пільг для підприємців (на 3 місяці, на оплату податків, комунальних послуг та соціальних виплат), а також формування фондів на підтримку підприємців. Він також зазначив, що країна не має коштів призупинити виплату всіх кредитів та бюджетних виплат. Урядовець запевнив, що уряд працює над другим і третім пакетами допомоги, які повинні мати довгостроковий характер.
Кількість гуманітарної допомоги, наданої Киргизстану, підсумував 9 квітня 2020 року заступник міністра закордонних справ Нурлан Ніязалієв. На той час вона складалась із 120 мільйонів доларів від МВФ, 550 тисяч доларів від уряду Німеччини, 11 мільйонів доларів від Ісламського банку розвитку, й 200 тисяч доларів від Азійського банку розвитку.